# 이훈 (1941년)
이훈(李薰, 1941년 3월 11일~2024년 7월 14일)은 대한민국의 공무원, 정치인이다. 대구지하철공사 사장(2003. 5.~2004. 4.), 대구 동구청장(2004. 6.~2006. 6.)을 지냈다.

## 학력
- 1960: 예천농업고등학교 졸업
- 1988: 한국방송통신대학교(5년제) 학사

### 비학위 수료
- 2000: 영남대학교 경영대학원 최고경영자과정 수료
- 2002: 한양대학교 행정대학원 고위행정정책과정 수료

## 경력
- 대구시청 행정서기
- 대구시청 시정과 지도계장·시정계장
- 대구시청 체육지원담당관·주택과장
- 대구시청 예산담당관(1990년)
- 대구시청 시정과장(1990년)
- 대구 동구청 총무국장(1993년)
- 대구시의회 총무담당관(1993년)
- 대구시청 기획관(1995년)
- 대구시청 보건사회국장(1995년~1996년 1월)
- 대구시청 환경보건국장(1997년 1월~1998년 10월)
- 대구 달서구 부구청장(1998년 10월~1999년 12월)
- 천마로타리클럽 회원(2000년 2월)
- 대구광역시 운수연수원 원장(2001년 3월)
- 담수회 운영회원(2001년 3월)
- 제16대 대통령선거 한나라당 중앙선대위 직능특위 대구 부위원장(2002년)
- 한나라당 중앙위원회 국제통일분과 부위원장
- 대구지하철공사 사장(4대,2003년 5월~2004년 4월)[1]
- 2004. 6.~2006. 6. 제24대 대구 동구청장(한나라당)
- 한나라당 전임고문
- 새누리당 특임고문

## 역대 선거 결과
| 실시년도 | 선거       | 대수 | 직책   | 선거구    | 정당     | 득표수   | 득표율         | 순위 | 당락 | 비고 |
| -------- | ---------- | ---- | ------ | --------- | -------- | -------- | -------------- | ---- | ---- | ---- |
| 2004년   | 6·5 재보선 | 24대 | 구청장 | 대구 동구 | 한나라당 | 30,763표 | \| \| 58.7% \| | 1위  |      | 초선 |
|          | 58.7%      |      |        |           |          |          |                |      |      |      |

## 가족 관계
- 배우자: 권귀숙(~2017년 10월 21일)
  - 아들: 이원혁
    - 며느리: 이미정
      - 손주: 이정윤, 이세헌

  - 딸: 이은경, 이은현, 이현주
    - 사위: 민정식, 이민호, 권도훈
      - 외손주: 민채은, 민채영
      - 외손주: 이원진, 이주영
      - 외손주: 권영우, 권영석